# روریون گریسی
روریون گریسی (انگلیسی: Rorion Gracie؛ زادهٔ ۱۰ ژانویهٔ ۱۹۵۲) ورزشکار هنرهای رزمی ترکیبی، استاد جوجیتسو برزیلی و طراح رقص اهل برزیل است. وی از بنیانگذاران سازمان یواف‌سی می‌باشد.